# Greycourt

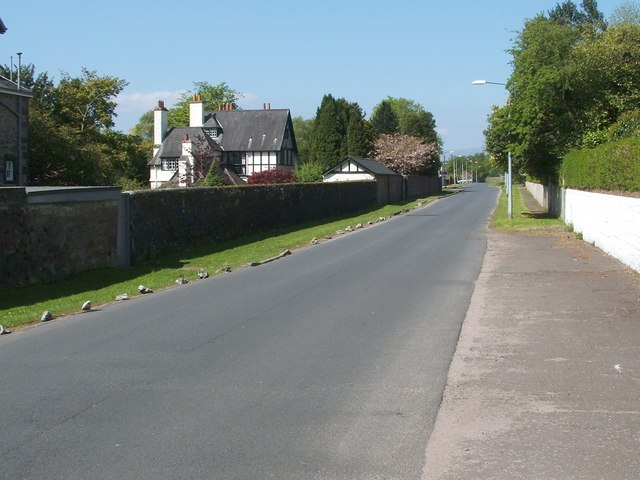
Greycourt

Greycourt, auch Graycourt, ehemals Courtallan, ist eine Villa in der schottischen Stadt Helensburgh. Das Gebäude befindet sich im West Dhuhill Drive im Norden der Stadt. 1993 wurde die Villa in die schottischen Denkmallisten in der höchsten Kategorie A aufgenommen.
Bauherr von Greycourt ist J. R. Caldwell. In alten Aufzeichnungen ist der Name des Anwesens als Courtallan angegeben. Als Architekt war A. N. Paterson für die Planung verantwortlich. Das Gebäude wurde 1911 fertiggestellt.

## Beschreibung
Greycourt ist ein zweistöckiges Bauwerk, das einen L-förmigen Grundriss aufweist. Stilistisch weist es Merkmale der Arts-and-Crafts-Bewegung auf, jedoch auch Renaissance-Motive aus dem 17. Jahrhundert. Die Fassaden sind in der traditionellen Harling-Technik verputzt. Ebenerdig sind Verzierungen aus Sandstein vorzufinden. Die Fenster sind meist mit hölzernen Umrahmungen verziert. Das asymmetrische Gebäude schließt mit einem grauen, schiefergedeckten Dach ab.